# 德賴斯巴赫河 (阿爾河支流)
50°26′01″N 6°51′26″E / 50.433481°N 6.857209°E

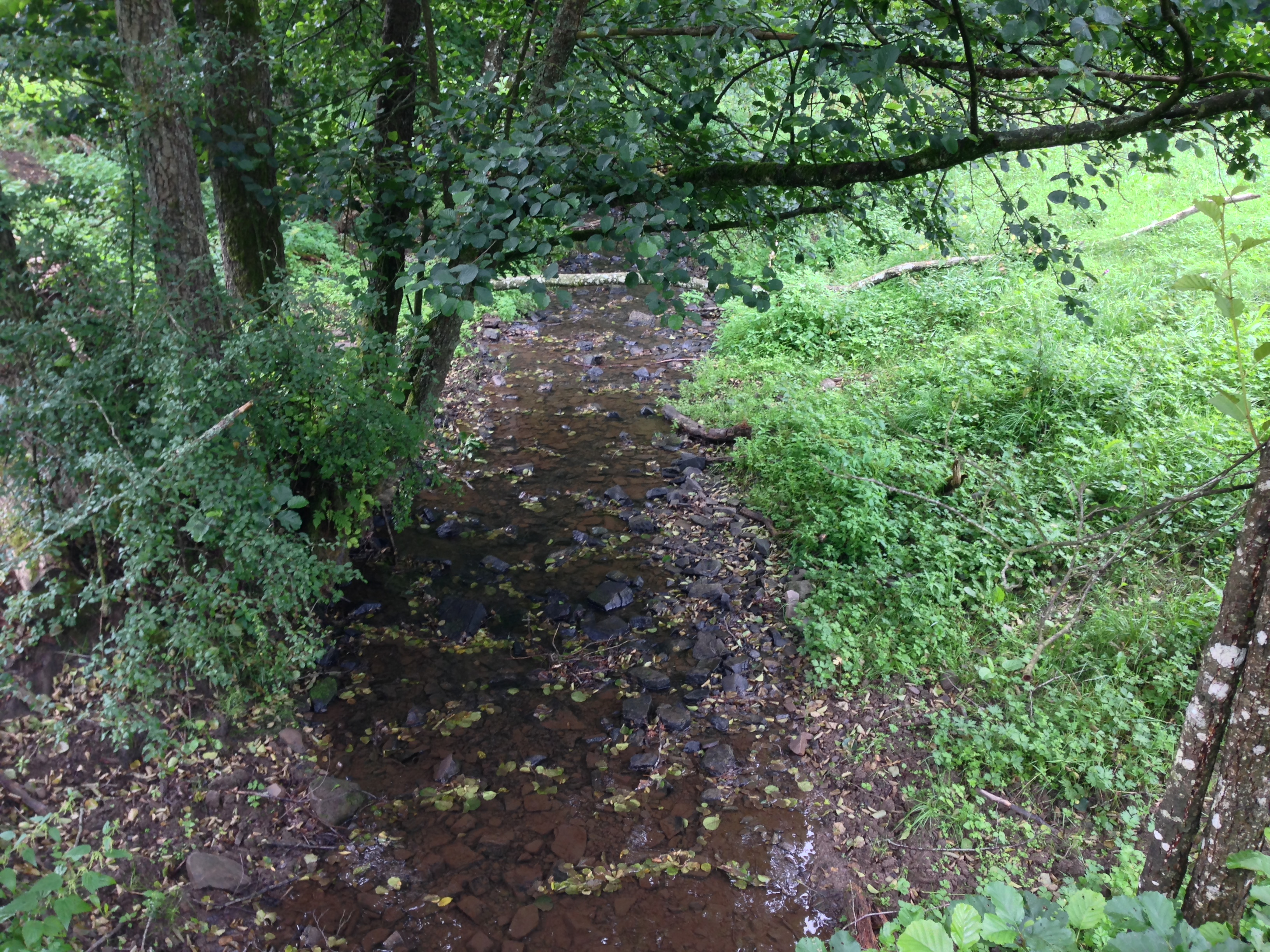

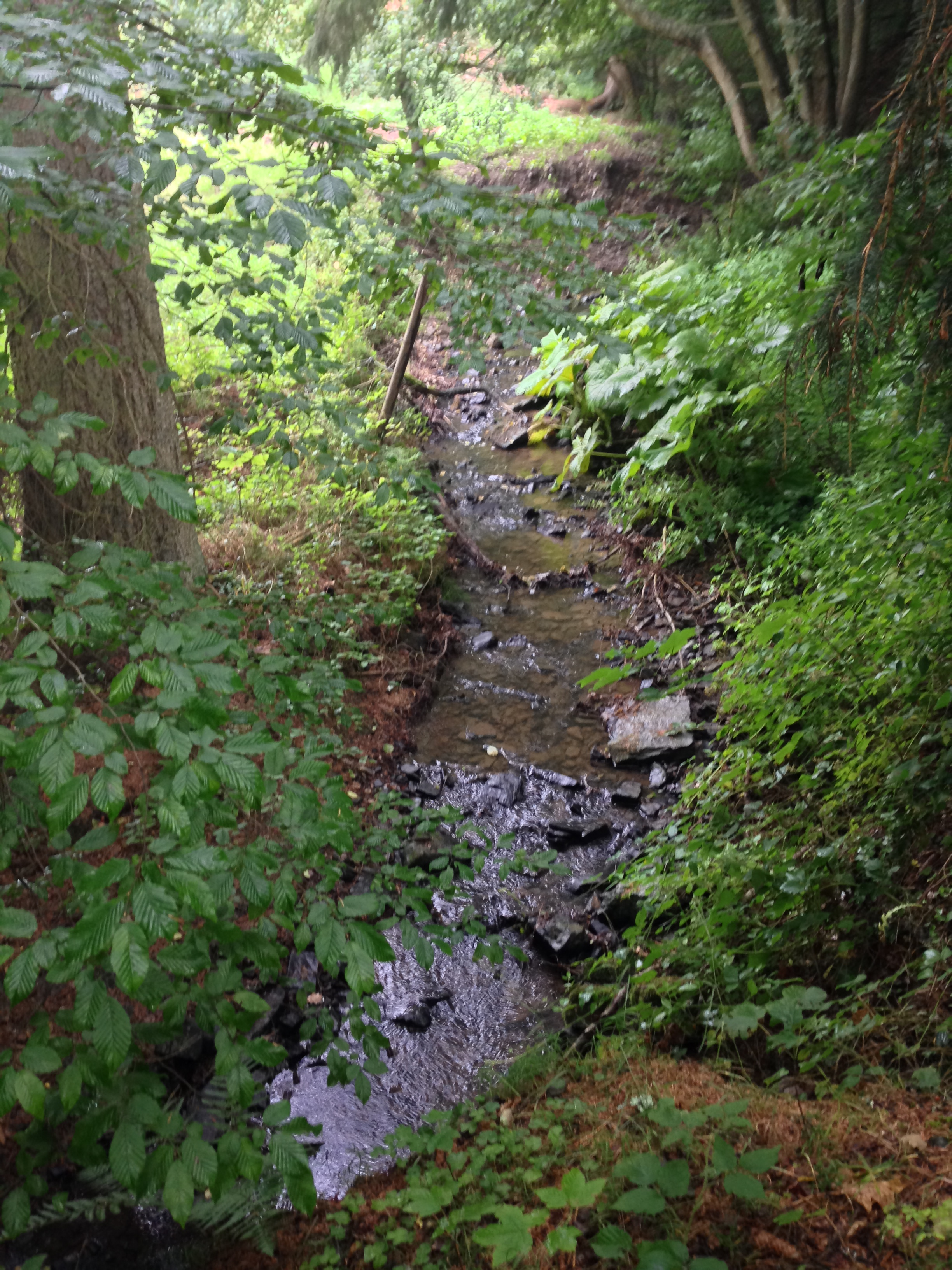

德賴斯巴赫河（德語：Dreisbach），是德國的河流，位於該國西部，流經北萊茵-威斯特法倫州和萊茵蘭-普法爾茨州，屬於阿爾河的左支流，河道全長10公里，流域面積16平方公里。